# Strategic Offensive Reductions Treaty

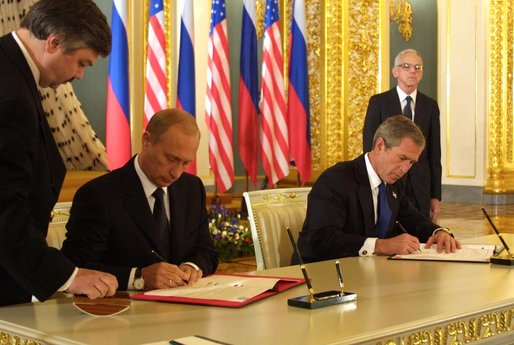
Putin und Bush bei der Unterzeichnung des SORT Vertrages in Moskau

SORT (englisch Strategic Offensive Reductions Treaty, deutsch Vertrag zur Reduzierung strategischer Offensivwaffen), auch bekannt als Moscow Treaty (deutsch Vertrag von Moskau), ist ein Abrüstungsabkommen aus dem Jahre 2002 zwischen Russland und den USA.
SORT wurde von George W. Bush und Wladimir Putin bei ihrem Gipfeltreffen im November 2001 beschlossen und auf dem Moskauer Gipfeltreffen am 24. Mai 2002 unterzeichnet. Beide Seiten erklärten sich bereit, anstelle des Abschlusses von START II unilateral die Sprengköpfe zu reduzieren. Dabei bezieht sich SORT jedoch anders als START II nicht auf Trägersysteme, sondern nur auf einsatzbereite Sprengköpfe. Nicht erfasst und mithin nicht abgerüstet werden müssen solche Sprengköpfe, die eingelagert sind oder gewartet werden. Zudem enthält SORT keinen Verifikationsmechanismus und keinen detaillierten Zeitplan. 
SORT galt von Juni 2003 bis zur Ablösung durch das Strategic Arms Reduction Treaty (New START) Abkommen im Februar 2011. 

## Inhalte
SORT beschränkte die nuklearen Arsenale auf 1700–2200 einsatzfähige Gefechtsköpfe und zählt zu einer Reihe von Vereinbarungen zur nuklearen Abrüstung.

## Weitere Rüstungsabkommen
- SALT I (1969–1972)
- ABM-Vertrag (1972)
- SALT II (1972–1979)
- INF-Vertrag (1987)
- START I (1991)
- START II (1993)
- START III (New START) (2010)

## Kritik
Das Abkommen wird jedoch aus verschiedenen Gründen kritisiert:
- Es gab keinen Verifikationsmechanismus, der eine Kontrolle der Abrüstungsschritte erlauben würde.
- Die Abrüstungsverpflichtung bezog sich nur auf einsatzbereite Sprengköpfe. Eingelagerte Sprengköpfe oder solche, die gewartet werden, mussten nicht abgerüstet werden.
- Die Abrüstung war nicht zwingenderweise dauerhaft, Sprengköpfe können reaktiviert werden.
- Die Verringerung auf 2200 Gefechtsköpfe musste erst bei geplantem Vertragsende (31. Dezember 2012) umgesetzt sein.